# William Nelson
William L. Nelson va ser un lluitador estatunidenc que va competir a cavall del segle xix i el segle xx. El 1904 va prendre part en els Jocs Olímpics de Saint Louis, on va guanyar la medalla de bronze en la categoria de pes mosca, de fins a 52,2 kg, en quedar eliminat en semifinals per Gustave Bauer. Abans d'aquest èxit havia guanyat el campionat AAU de 1899 i 1900.